# Ringsend
Ringsend är en stadsdel i Irlands huvudstad Dublin. Ringsend ligger 4 meter över havet och antalet invånare är 8 202.